# Portes de Ferro

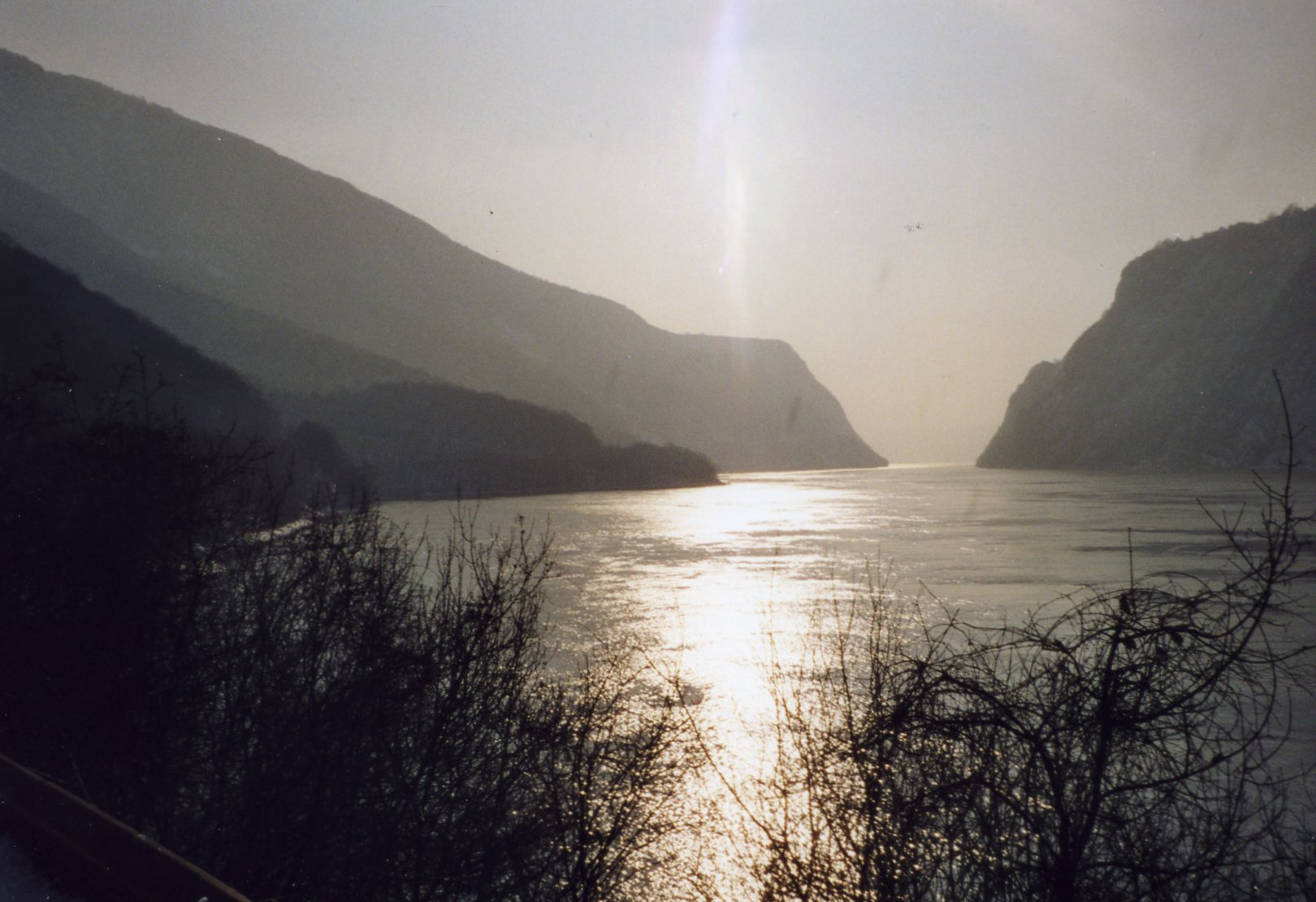
Portes de Ferro

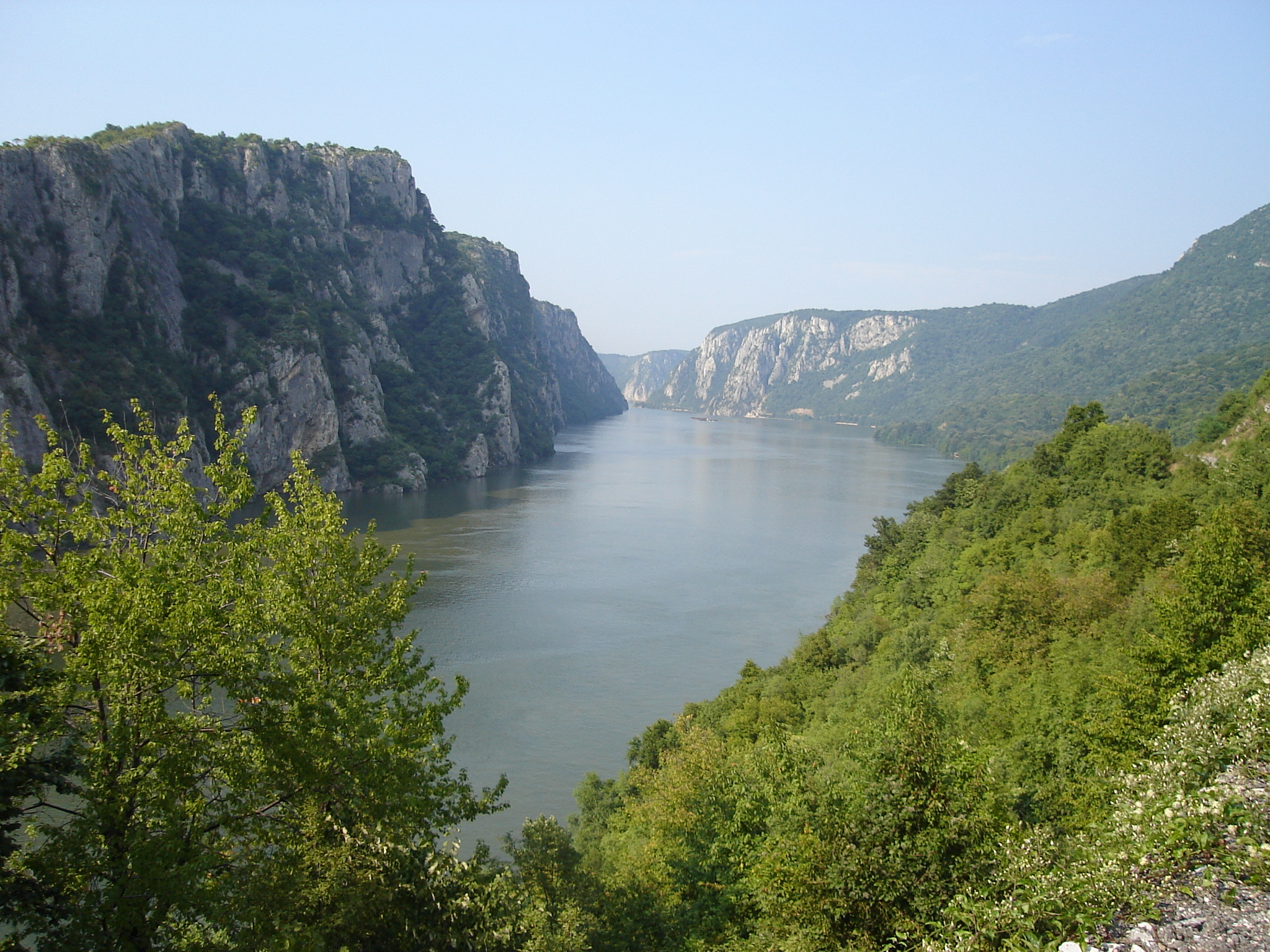
Les Portes de Ferro del Danubi

Les Portes de Ferro (en romanès, Porţile de Fier; en serbi, Ђердапска клисура/Đerdapska klisura; en hongarès, Vaskapu; en turc, Demirkapı; en alemany, Eisernes Tor; en búlgar, Железни врата, Zhelezni Vrata; en eslovac, Železná Vrata) és un congost natural al riu Danubi. Constitueixen part de la frontera entre Romania i Sèrbia. En sentit ampli, abasta una ruta de 134 km; en sentit estricte, només es refereix a l'última barrera d'aquesta ruta, just després de la ciutat romanesa d'Orşova, que conté des de la segona meitat del segle XX un embassament d'energia hidroelèctrica, amb dues centrals, central hidroelèctrica Porta de Ferro I i central hidroelèctrica Porta de Ferro II. El congost queda entre Romania al nord i Sèrbia al sud. En aquest punt, les Portes de Ferro separen el sud dels Carpats del nord de la serralada dels Balcans.
Els noms romanès, hongarès, eslovac, turc, alemany i búlgar signifiquen literalment "Portes de Ferro" i solien nomenar la totalitat de les gorges. Un nom romanès alternatiu per a l'última part de la ruta és Clisura Dunării, "gola del Danubi". A Sèrbia, el congost es coneix com a Đerdap (Ђердап), amb l'última part anomenada Đerdapska klisura (Ђердапска клисура). El costat romanès del congost constitueix el Parc Natural de les Portes de Ferro, en l'altra riba, a Sèrbia, hi ha el Parc Nacional de Đerdap.
La Portes de Ferro tenen una longitud de 135 km; comencen a Baziaş i acaben a Turnu-Severin. L'amplada del riu Danubi pot variar en aquesta zona des de 2 km fins a 150 m, segons el lloc.

## Gorges

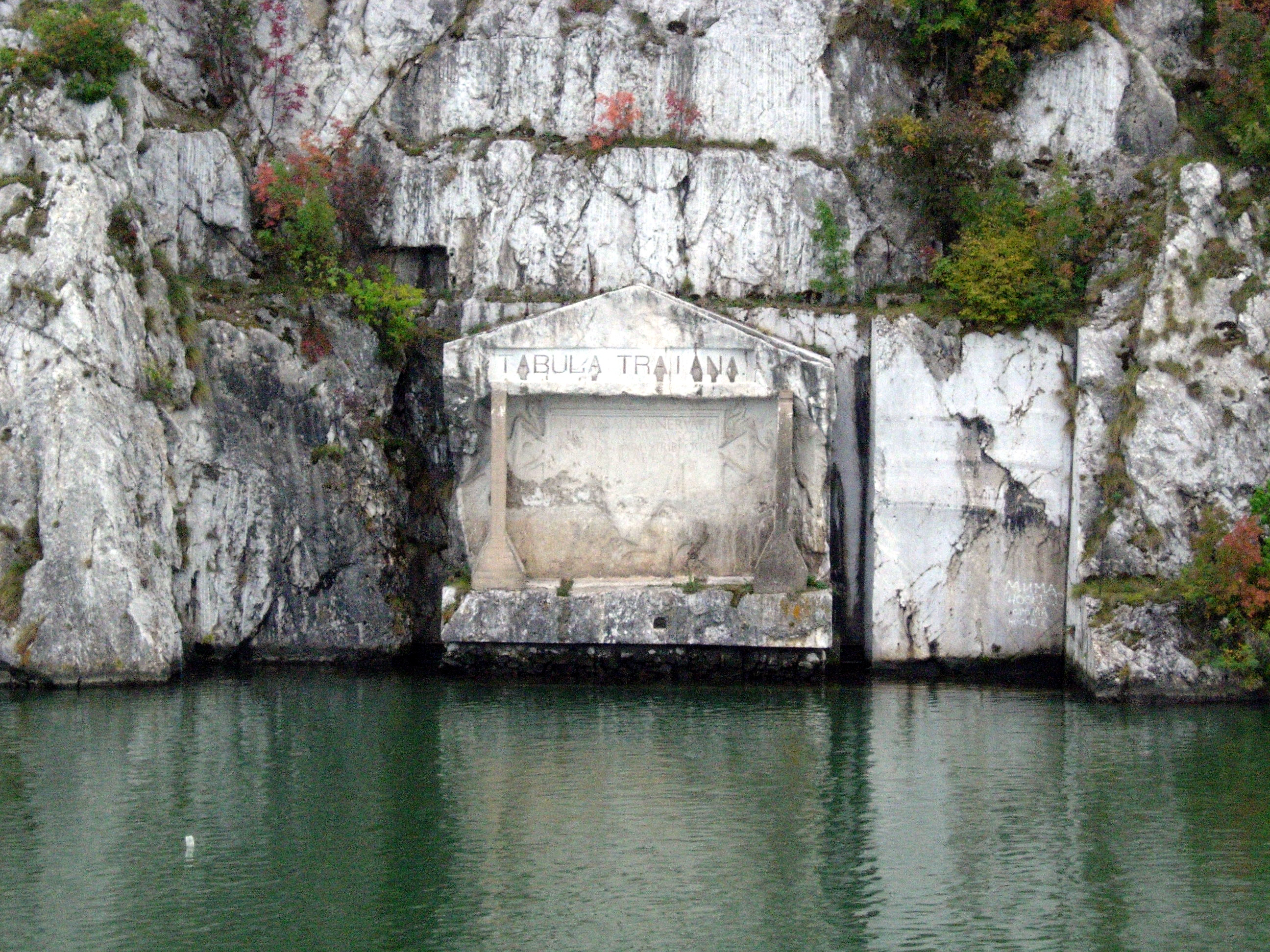
La placa romana "Tabula Traiana"

El congost es pot dividir en tres parts:
- Les portes superiors (Gornja Klissura). El primer estrenyiment del Danubi queda més enllà de l'illa romanesa de Moldàvia Veche i és coneguda com el congost Golubac. Té 14,5 km de llarg i 230 m d'ample al punt més estret.
- A través de la vall de Ljupovska, queda el segon congost, Gospodin Vir, que té 15 km de llarg i s'estreny fins als 220 m. Els penya-segats arriben a 500 m i són la zona més difícil d'aconseguir aquí des de terra.
- Les portes inferiors (Doljna Klissura) o congost de Kazan. La més ampla, Donji Milanovac, forma la connexió amb la Gran i Petita gola de Kazan, que tenen una longitud total de 19 km.
- El vall d'Orşova n'és l'última secció ampla abans que el riu abasti les planes de Valàquia en l'última gola, la gola de Sip.

El Gran Kazan (kazan significa "bullidor" o "focus") és la gola més famosa i més estreta de la ruta: el riu aquí s'estreny a 150 m i arriba a una profunditat de fins a 53 m. Rep el nom de formiguer perquè allà les aigües del Danubi fan, a causa dels ràpids (fort corrent i petits salts), molta escuma, com si bullís.

## Llocs d'interès

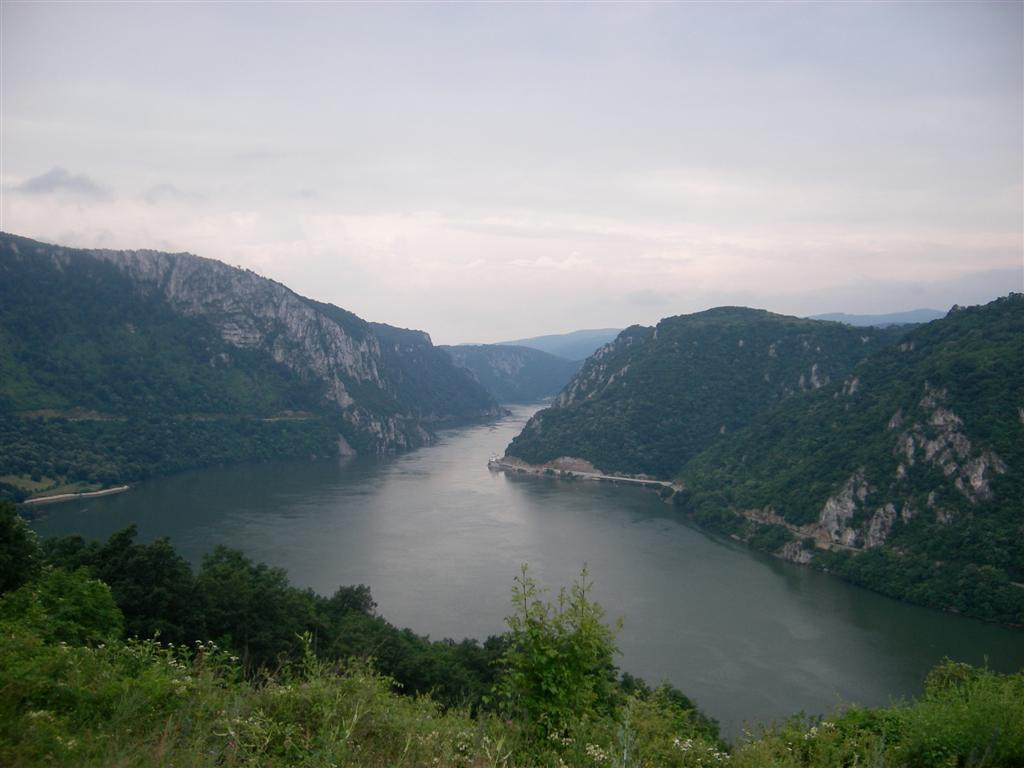
Gola de Kazan, al punt més estret

Al llarg de les Portes de Ferro, es poden trobar importants llocs històrics i arqueològics:
- La fortalesa medieval de Golubac; es troba a la capçalera de la gola Golubac, a la riba sèrbia.
- El pont de Trajà. A l'est del Gran Kazan, l'emperador romà Trajà va fer que es construís un pont llegendari per a Apol·lodor de Damasc. La construcció del pont va portar des de l'any 103 fins al 105, i precedí la conquesta de Dacia per Trajà. A la riba dreta, hi ha una placa que ho commemora.
- La Tabula Traiana.
- Lepenski Vir és un jaciment arqueològic que es troba a la gola, geològicament menys espectacular, de Gospodin Vir; es va desenterrar en els anys seixanta, i és el jaciment més significatiu d'Europa sud-oriental. Són particularment esplèndides les estàtues de gres des del Neolític primerenc. Juntament amb altres jaciments de les Portes de Ferro, indica que la regió ha estat habitada des de fa molt de temps.
- A la riba romanesa, en el Petit Kazan, el va tallar en roca l'oponent daci de Trajà, Decèbal, que es va fer des del 1994 fins al 2004.

## Canal
Les roques del llit del riu i els ràpids associats fan de la vall de la gola un passatge de trista fama en la navegació. En alemany, el pas encara es coneix com el Kataraktenstrecke, fins i tot encara que ja no hi ha cataractes. A prop de les actuals Portes de Ferro, la roca Prigrada era l'obstacle més important fins al 1896: el riu s'eixampla considerablement aquí i el nivell de l'aigua és, en conseqüència, baix. Corrent amunt, la roca Grebe, prop de la gola Kazan, era ben coneguda.
El 1831, es va dissenyar ja un pla per fer que el pas fos navegable, per iniciativa del polític hongarès István Széchenyi. Finalment, Gábor Baross, el "ministre de ferro" d'Hongria, va completar el finançament d'aquest projecte.
El 1890, més enllà d'Orşova (Orsova en hongarès, Ursa en romanès), l'última ciutat fronterera d'Hongria, les roques van ser suprimides per una explosió al llarg de 2 km, amb això es va obtenir una amplada de 80 metres i un canal de 3 m de fondària. Un esperó de les muntanyes Grebe es va treure també al llarg de 2 km. Aquí va bastar una profunditat de 2 m. El 17 de setembre del 1896, es va crear així el canal Sip (que va rebre aquest nom pel poble serbi de la riba dreta), que va ser inaugurat per l'emperador austrohongarès Francesc Josep I, el rei Carles I de Romania i el rei serbi Alexandre Obrenovitx.
Els resultats d'aquests esforços van ser una mica decebedors. Els corrents del canal eren tan forts que, fins al 1973, els vaixells havien de ser remolcats corrent amunt per una locomotora. Les Portes de Ferro van seguir, així, sent un obstacle notable.